# Chiara Spinelli
Chiara Spinelli (1744-1823), mais tarde Princesa de Belmonte, foi uma nobre e artista italiana, especialmente conhecida como pastelista.
Spinelli nasceu em Nápoles, filha de Troiano, o nono duque de Laurino, uma pessoa interessada em filosofia. Em 1762 ela se casou com Antonio Francesco Pignatelli, o príncipe de Belmonte, tornando-se sua segunda esposa. Ele morreu em 1794. Ela também foi amante de Fernando I das Duas Sicílias .[carece de fontes?]
Ela participou da revolução que levou à criação da República Napolitana em 1799; após seu colapso, ela foi exilada para a França. Mesmo após seu exílio, ela continuou envolvida em intrigas políticas e foi identificada pela polícia francesa como uma das exiladas napolitanas que faziam parte de uma conspiração para invadir e tomar Nápoles.
Um autorretrato de Spinelli faz parte da coleção de autorretatos da Galeria Uffizi, em Florença; foi originalmente exibido ao lado dos de Irene Parenti Duclos e Anna Borghigiani.
Spinelli também foi uma patrocinadora ativa das artes e da literatura; ela organizou um salão e patrocinou compositores como Niccolo Piccinni .